# فرایند اورکا
فرایند اورکا (روسی: урка) در اخترفیزیک ذره‌ای واکنشی است که یک نوترینو ساطع می‌کند و فرض می‌شود که در فرآیندهای خنک‌سازی در ستاره‌های نوترونی و کوتوله‌های سفید مشارکت دارد. این فرایند ابتدا توسط جرج گاموف و ماریو شنبرگ در حالی که آنها از کازینویی به نام «کاسینو دا اورکا» در اورکا، ریودوژانیرو بازدید می‌کردند، مورد بحث قرار گرفت. همان‌طور که گامو در زندگی‌نامه خود می‌گوید: این نام تا حدی برای بزرگداشت قماربازی که این دو فیزیکدان برای اولین بار در آنجا ملاقات کرده بودند، انتخاب شد و "تا حدی به این دلیل که فرآیند اورکا منجر به ناپدید شدن سریع انرژی حرارتی از درون یک ستاره می‌شود، شبیه به ناپدید شدن سریع پول از جیب قماربازان در کازینوی اورکا. " در گویش روسی جنوبیِ جورج گاموف، اورکا (به روسی: урка) می‌تواند به معنای دزد یا گانگستر نیز باشد.
فرآیندهای مستقیم اورکا ساده‌ترین فرآیندهای ساطع کننده نوترینو هستند و باور کنونی بر این است که در سرد شدن ستاره‌های نوترونی عامل مرکزی باشند و شکل کلی داشته باشند.